# .br
.br為巴西國家及地區頂級域（ccTLD）的域名，於1989年4月18日啟用。它由巴西互联网指导委员会（Comitê Gestor da Internet no Brasil）管理，2005年开始由巴西网络信息中心（Núcleo de Informação e Coordenação do Ponto br）负责管理。註冊人必須在巴西派駐联系人。子域名可以带有葡萄牙语字母。